# Wasnoot

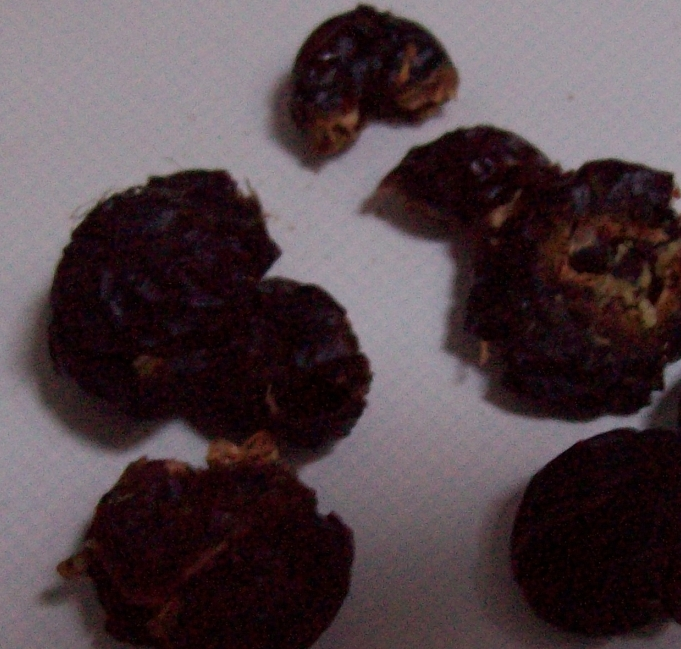
Enkele wasnoten

Wasnoten zijn de noten van de zeepnotenboom. De schillen ervan worden in India al eeuwenlang gebruikt bij het doen van de was. Het wasresultaat is volgens Oekotest en Test.de, beide Duitse consumentenbonden, echter minder goed dan met reguliere wasmiddelen. 
Zeepnotenbomen beschermen hun vruchten tegen insectenvraat door het vormen van de stof  saponine in de schil. Dit is voor insecten een schadelijke stof en daardoor een afweermechanisme tegen vraat. Saponinen vormen net als zeep in water schuim, de schillen kunnen daardoor worden gebruikt als wasmiddel.

## Toepassing
De wasnootschillen kunnen in een katoenen waszakje aan de was worden toegevoegd. Wasnoten zijn zowel voor het wassen van wit als voor gekleurd textiel geschikt.

### Voordelen
- milieuvriendelijk
- minder wasschade aan het textiel
- neutrale waslucht
- geen schadelijke stoffen.

### Nadelen
- afval; de schillen dienen gecomposteerd te worden
- saponine lost geen vetten op.

Referenties
Waschnüsse und Waschkastanien im Test; Graue Wäsche – kein ökologischer Nutzen. Test.de (23 juli 2019). Geraadpleegd op 29 januari 2020. 